# Cercopithecus sclateri
Cercopithecus sclateri är en primat i släktet markattor som förekommer i sydöstra Nigeria.

## Utseende
Denna markatta har påfallande mönster i ansiktet som påminner om en mask. Området kring munnen är ljus eller mörk men näsan är alltid rosa till vitaktig. I ansiktet finns tre tydliga skägg, ett under hakan, ett över kinden och ett på pannan. Dessutom har öronen vita kanter. För övrigt är pälsen gråbrun med en grönsvart skugga på ryggen. Kroppslängden varierar mellan 80 och 120 cm. Vikten ligger mellan 2,5 och 4,0 kg.

## Utbredning och habitat
Utbredningsområdet ligger huvudsakligen i Nigerflodens delta i sydöstra Nigeria. Arten vistades ursprungligen i tropiska regnskogar. På grund av skogsavverkningar lever den nu delvis i nyanlagda skogar.

## Ekologi
Individerna lever i flockar som ibland ledas av en dominant hanne men i motsats till flera andra markattor kan flocken även bestå av flera hannar och honor. Vanligen vistas gruppen nära andra markattartade apor, oftast mustaschmarkatta (C. cephus). Reviret kan vara 130 hektar stort men är vanligen mindre liksom hos andra markattor. De rör sig på marken och klättrar i växtligheten. Födan utgörs främst av frukter och insekter och de äter även blad.
Hur arten fortplantar sig är inte helt utredd. Antagligen får honor sina ungar när utbudet av föda är störst (liksom hos andra markattor) men studier tyder på att arten är mera variabel. Oftast får honor sina ungar (en eller två per kull) efter 6 månaders dräktighet mellan december och februari. Ungdjuret väger i början cirka 400 gram. Efter 5 till 6 år kan honor ha sina första ungar.
Livslängden antas vara liksom hos andra markattor, alltså cirka 20 år.

## Status och hot
Speciella naturliga fiender är inte kända men troligen faller en och annan individ offer för predatorer som lever i samma region (större ormar, rovfåglar och rovdäggdjur).
Arten lever i en befolkningstät region av Nigeria och den hotas främst av habitatförstöring när skogen omvandlas till odlingsmark och boplatser. Cercopithecus sclateri jagas i viss mån men jakttrycket är inte lika stort som för större primater. IUCN uppskattar att populationen minskade med 30 procent under de senaste 27 åren och listar arten som sårbar (VU).